# Мейхью, Фил
Фил Мейхью (англ. Phil Méheux; род. 17 сентября 1941, Сидкап, Кент, Англия) — британский кинооператор. Номинировался на премию BAFTA за операторскую работу в фильме «Казино „Рояль“».

## Биография
Родился 17 сентября 1941 года в Сидкапе, Англия. Работать в кино начал в качестве ассистента оператора на съёмках фильма 1966 года «Алиса в Стране чудес». В роли основного кинооператора дебютировал на съёмках документального сериала «Омнибус» в 1968 году. Известен по фильмам «Маска Зорро», «Легенда Зорро», «Золотой глаз» и «Казино „Рояль“» режиссёра Мартина Кэмпбелла, а также по картинам «Святой», «Западня» и «Двухсотлетний человек». За операторскую работу в фильме «Казино „Рояль“» был номинирован на премию BAFTA и стал лауреатом премии Британского общества кинооператоров.
Был президентом Британского общества кинооператоров с 2002 по 2006 год.

## Избранная фильмография
- 1980 — Долгая Страстная пятница / The Long Good Friday (реж. Джон Маккензи)
- 1981 — Омен 3: Последняя битва / The Final Conflict (реж. Грэхэм Бэйкер)
- 1983 — Почётный консул / The Honorary Consul (реж. Джон Маккензи)
- 1985 — Болваны из космоса / Morons From Outer Space (реж. Майк Ходжес)
- 1985 — Макс Хэдрум: на 20 минут в будущее / Max Headroom: 20 Minutes into the Future (реж. Рокки Мортон, Аннабел Джанкел)
- 1987 — Четвёртый протокол / The Fourth Protocol (реж. Джон Маккензи)
- 1988 — Преступный закон / Criminal Law (реж. Мартин Кэмпбелл)
- 1989 — Ренегаты / Renegades (реж. Джек Шолдер)
- 1990 — Горец 2: Оживление / Highlander II: The Quickening (реж. Рассел Малкэхи)
- 1990 — Без защиты / Defenseless (реж. Мартин Кэмпбелл)
- 1993 — Процесс / The Trial (реж. Дэвид Хью Джонс)
- 1993 — Призрак в машине / Ghost in the Machine (реж. Рэйчел Талалэй)
- 1994 — Побег невозможен / No Escape (реж. Мартин Кэмпбелл)
- 1995 — Золотой глаз / GoldenEye (реж. Мартин Кэмпбелл)
- 1997 — Святой / The Saint (реж. Филлип Нойс)
- 1998 — Маска Зорро / The Mask of Zorro (реж. Мартин Кэмпбелл)
- 1999 — Западня / Entrapment (реж. Джон Эмиел)
- 1999 — Двухсотлетний человек / Bicentennial Man (реж. Крис Коламбус)
- 2003 — За гранью / Beyond Borders (реж. Мартин Кэмпбелл)
- 2004 — Вокруг света за 80 дней / Around the World in 80 Days (реж. Фрэнк Корачи)
- 2005 — Легенда Зорро / The Legend of Zorro (реж. Мартин Кэмпбелл)
- 2006 — Казино «Рояль» / Casino Royale (реж. Мартин Кэмпбелл)
- 2008 — Крошка из Беверли-Хиллз / Beverly Hills Chihuahua (реж. Раджа Госнелл)
- 2010 — Возмездие / Edge of Darkness (реж. Мартин Кэмпбелл)
- 2011 — Смурфики / The Smurfs (реж. Раджа Госнелл)
- 2012 — Толстяк на ринге / Here Comes the Boom (реж. Фрэнк Корачи)
- 2013 — Смурфики 2 / The Smurfs 2 (реж. Раджа Госнелл)
- 2015 — Губка Боб в 3D / The SpongeBob Movie: Sponge Out of Water (реж. Пол Тиббит)